# Polydeuces (vệ tinh)
Polydeuces /ˌpɒlɪˈdjuːsiːz/ hay Saturn XXXIV (34), là một vệ tinh tự nhiên nhỏ của Sao Thổ có cùng quỹ đạo với mặt trăng Dione và cân chỉnh xung quanh điểm Lagrange kéo dài L5. Đường kính của nó được ước tính là từ 2 đến 3 km. Vệ tinh cùng quỹ đạo khác của Dione là Helene, lớn hơn và nằm ở điểm L4.
Polydeuces đã được nhóm hình ảnh Cassini phát hiện vào ngày 24 tháng 10 năm 2004, trong các hình ảnh được chụp vào ngày 21 tháng 10 năm 2004 và đưa ra chỉ định tạm thời S/2004 S 5. Các tìm kiếm sau đó của hình ảnh Cassini trước đó cho thấy nó trong các hình ảnh từ ngày 9 tháng 4 năm 2004.
Trong số bốn quỹ đạo Lagrange đã biết trong hệ Sao Thổ), Polydeuces đi xa nhất từ điểm Lagrange của nó: khoảng cách của nó phía sau Dione thay đổi từ 33,9 ° đến 91,4 ° trong khoảng thời gian là 790,931 ngày.
Cái tên Polydeuces đã được Nhóm công tác IAU phê duyệt vào ngày 21 tháng 1 năm 2005. Trong thần thoại Hy Lạp, Polydeuces là tên gọi khác của Pollux, anh em sinh đôi của Castor, con trai của Zeus và Leda.
Do tương tác hấp dẫn với Dione, bề mặt của nó có thể ở trạng thái cân bằng thủy tĩnh nhưng không ở bên trong, tương tự như Methone ở trạng thái cân bằng thủy tĩnh do tương tác với Mimas.

Hình ảnh động về quỹ đạo của Polydeuces so với Sao Thổ và Dione
Polydeuces·
Helene·
Dione·
Sao Thổ